# Горлов, Валентин Анатольевич
Валентин Анатольевич Горлов — советский и российский кинорежиссёр и сценарист.

## Биография
Родился 2 сентября 1946 года в Москве. В 1960 году окончил Курсы киномехаников, в 1969 году — режиссёрский факультет ВГИКа (мастерская Г. Чухрая). С 1974 года — режиссёр киностудии имени Горького.

Один из режиссёров и авторов сценария (два сюжета) киножурнала «Ералаш», а также автор и соавтор сценариев к различным игровым и научно-популярным фильмам.

## Фильмография

### Режиссёр
- 1973 — Где это видано, где это слыхано
- 1974 — Ералаш — выпуск №2, сюжет "Слава Ивана Козловского"
- 1976 — Всё дело в брате
- 1983 — Этот негодяй Сидоров

### Сценарист
- 1974 — Исповедь эротического фотографа / Charlys Nichten
- 1974 — Ералаш — выпуск №2, сюжет "Слава Ивана Козловского"
- 1976 — Всё дело в брате
- 1976 — Предположим — ты капитан...
- 1983 — Приключения Петрова и Васечкина, обыкновенные и невероятные
- 1986 — Люби меня, как я тебя